# Pachycraerus euphorbiae
Pachycraerus euphorbiae är en skalbaggsart som beskrevs av Lewis 1898. Pachycraerus euphorbiae ingår i släktet Pachycraerus och familjen stumpbaggar. Inga underarter finns listade i Catalogue of Life.